# Benno Möhlmann
Benno Hans Möhlmann (Lohne, 1º agosto 1954) è un allenatore di calcio, dirigente sportivo ed ex calciatore tedesco, di ruolo centrocampista.